# Karlóca község
Karlóca község (szerbül Општина Сремски Карловци / Opština Sremski Karlovci) egy szerbiai község, amely Vajdaságban, a Szerémségben fekszik, de a Dél-bácskai körzet része. A község központja és egyetlen települése Karlóca.

## Népesség
- Szerbek 6664
- Horvátok 753
- Montenegróiak 89
- Magyarok 215
- Szlovákok 27
- Románok 6
- Egyéb 1085

## Külső hivatkozások
- Transindex